# Liocranoeca
Genre
Liocranoeca est un genre d'araignées aranéomorphes de la famille des Liocranidae.

## Distribution
Les espèces de ce genre se rencontrent en écozone holarctique.

## Liste des espèces
Selon World Spider Catalog (version 24.5, 18/08/2023) :
- Liocranoeca alcoiana Barrientos & Hernández-Corral, 2023
- Liocranoeca deserticola Zamani & Marusik, 2022
- Liocranoeca emertoni (Kaston, 1938)
- Liocranoeca spasskyi Ponomarev, 2007
- Liocranoeca striata (Kulczyński, 1882)
- Liocranoeca vjosensis Komnenov, 2018

## Systématique et taxinomie
Ce genre a été décrit par Wunderlich en 1999 dans les Liocranidae.

## Publication originale
- Wunderlich, 1999 : « Liocranoeca-eine bisher unbekannte Gattung der Feldspinnen aus Europa und Nordamerika (Arachnida: Araneae: Liocranidae). » Entomologische Zeitschrift, vol. 109, p. 67-70.